# Buchang-dong
Buchang-dong (koreanska: 부창동) är en stadsdel i staden Nonsan i provinsen Södra Chungcheong i den centrala delen av Sydkorea, 150 km söder om huvudstaden Seoul.